# 愛媛県高等学校の廃校一覧
愛媛県高等学校の廃校の一覧（えひめけんこうとうがっこうのはいこうのいちらん）とは、愛媛県の廃校となった高等学校の一覧。対象となるのは学制改革（1948年）以降に廃校となった高等学校と分校である。名称は廃校当時のもの。廃校時に属していた自治体が合併により消滅している場合は現行の自治体に含める。また現在休校中の学校は公式には存続していることとなっているが、休校中の学校は事実上廃校となっている場合が多いため、便宜上本項に記載する。

## 国立高等学校
- 弓削商船高等学校（1967年弓削商船高等専門学校に改組し、1971年に専攻科閉科）
- 愛媛大学農学部附属農業高等学校[注釈 1]（2008年愛媛大学附属高等学校に発展的改組）[1]

## 公立高等学校

### 四国中央市
- 愛媛県立三島第一高等学校（1949年統合により愛媛県立三島高等学校へ）[2]
- 愛媛県立三島第二高等学校（同上）
- 愛媛県立川之江高等学校川滝分校（1958年）[3]

### 新居浜市
- 愛媛県立新居浜第一高等学校（1949年9月統合により愛媛県立新居浜東高等学校へ）[4]
- 愛媛県立新居浜商業高等学校〈旧〉（同上）
- 愛媛県立新居浜農業高等学校（同上）
- 愛媛県立新居浜第二高等学校（1949年9月統合により愛媛県立新居浜西高等学校へ）[5]
- 愛媛県立新居浜工業高等学校〈旧〉（1949年9月統合により新居浜西高となるも、1952年4月1日再独立）[6]
- 愛媛県立新居浜西高等学校中萩分校（1957年角野分校へ改称、1964年11月1日愛媛県立新居浜南高等学校に改組）[7]

### 西条市
- 愛媛県立西条第一高等学校（1949年9月統合により愛媛県立西条北高等学校へ）[8]
- 愛媛県立西条第二高等学校（同上）
- 愛媛県立丹原高等学校[注釈 2]田野分校（1952年）
- 愛媛県立西条北高等学校（1955年9月愛媛県立西条南高等学校[注釈 3]普通科と統合し愛媛県立西条高等学校へ）
- 愛媛県立丹原高等学校河北分校（1959年）
- 愛媛県立丹原高等学校中川分校（1965年）
- 愛媛県立小松高等学校[注釈 4]壬生川分校（1968年）

### 今治市
- 愛媛県立今治第一高等学校（1949年9月統合により愛媛県立今治西高等学校へ）[9]
- 愛媛県立今治工業高等学校〈旧〉（1949年9月1日統合により今治西高となるも、1952年4月1日再独立）[10]
- 愛媛県立今治西高等学校北郷分校（1952年）
- 愛媛県立今治西高等学校桜井分校（1952年）
- 愛媛県立大三島高等学校瀬戸崎分校（1954年）[11]
- 愛媛県立大島高等学校宮窪分校（1954年）
- 愛媛県立今治西高等学校菊間分校（1968年）
- 愛媛県立今治東高等学校（2008年）[注釈 5][12]
- 愛媛県立今治南高等学校[注釈 6]大島分校[注釈 7]（2009年）

### 越智郡
- 愛媛県立伯方高等学校岩城分校[注釈 8]（2008年）[13]

### 松山市
- 愛媛県立農林専門学校[注釈 9]併設高等学校（1949年）
- 愛媛県立農林専門学校併設高等学校伊台分校（1949年）
- 愛媛県立松山第一高等学校（1949年9月1日統合により愛媛県立松山東高等学校へ）[14]
- 愛媛県立松山商業高等学校〈旧〉（1949年9月1日統合により松山東高となるも、1952年1月25日再独立）[15]
- 愛媛県立松山第二高等学校（1949年9月統合により愛媛県立松山南高等学校へ）[16]
- 愛媛県立松山工業高等学校〈旧〉（1949年9月統合により松山南高となるも、1954年3月再独立）[17]
- 愛媛県立北予高等学校（1949年9月1日統合により愛媛県立松山北高等学校へ）[18]
- 愛媛県立松山城北高等学校（同上）[18]
- 愛媛県立松山農業高等学校（同上）[18]
- 愛媛県立松山西高等学校（2008年）[注釈 10][19]

### 伊予市
- 愛媛県立伊予農業高等学校〈旧〉（1949年9月1日統合により松山南高伊予分校となるも、1952年4月1日再独立）[20]
- 愛媛県立松山南高等学校上灘分校[注釈 11]（1957年）
- 愛媛県立中山高等学校（2013年）[21]

### 上浮穴郡
- 愛媛県立上浮穴高等学校面河分校（1955年）[22]
- 愛媛県立上浮穴高等学校御三戸分校（1957年）[22]
- 愛媛県立上浮穴高等学校仕七川分校（1959年）[22]
- 愛媛県立上浮穴高等学校柳谷分校（1959年）[22]
- 愛媛県立上浮穴高等学校直瀬分校（1961年）[22]

### 宇和島市
- 愛媛県立宇和島第一高等学校（1949年9月統合により愛媛県立宇和島東高等学校へ）[23]
- 愛媛県立宇和島商業高等学校（同上）[23]
- 愛媛県立宇和島第二高等学校（1949年9月統合により愛媛県立宇和島南高等学校へ）[24]
- 愛媛県立鶴島高等学校（同上）[24]
- 愛媛県立水産高等学校（1949年9月1日統合により宇和島南高となるも、1956年4月1日愛媛県立宇和島水産高等学校として再独立）[25]
- 愛媛県立津島高等学校下灘分校（1952年5月1日）[26]
- 愛媛県立宇和島南高等学校石応分校（1953年）
- 愛媛県立宇和島南高等学校小池分校（同上）
- 愛媛県立宇和島南高等学校下波分校（1959年）
- 愛媛県立宇和島南高等学校遊子分校（同上）
- 愛媛県立宇和島南高等学校九島分校（同上）
- 愛媛県立吉田高等学校[注釈 12]奥南分校[注釈 13]（1961年）[27]
- 愛媛県立宇和島南高等学校（2011年）[注釈 14][24]

### 八幡浜市
- 愛媛県立八幡浜第一高等学校（1949年9月1日統合により愛媛県立八幡浜高等学校へ）
- 愛媛県立八幡浜第二高等学校（同上）
- 愛媛県立八幡浜商業高等学校（同上）
- 愛媛県立川之石高等学校日土分校（1952年）

### 大洲市
- 愛媛県立大洲第一高等学校（1949年統合により愛媛県立大洲高等学校へ）[28]
- 愛媛県立大洲第二高等学校（同上）
- 愛媛県立大洲農業高等学校〈旧〉（1949年統合により大洲高となるも、1952年再独立）
- 愛媛県立長浜高等学校出海分校（1958年）

### 西予市
- 愛媛県立宇和農業高等学校（1949年統合により愛媛県立宇和高等学校へ）[29]
- 愛媛県立東宇和高等学校（同上）[29]
- 愛媛県立野村高等学校[注釈 15]渓筋分校（1962年）[30]
- 愛媛県立宇和高等学校豊海分校[注釈 16]（1963年）
- 愛媛県立野村高等学校横林分校（1970年）[30]
- 愛媛県立宇和高等学校高山分校（1973年）[29]
- 愛媛県立野村高等学校土居分校（2010年）[30]

### 喜多郡
- 愛媛県立内子高等学校大瀬分校（1962年）[31]

### 北宇和郡
- 愛媛県立北宇和高等学校松丸分校[注釈 17]（1962年）
- 愛媛県立北宇和高等学校三島分校（1971年）[32]
- 愛媛県立北宇和高等学校日吉分校（2012年）[32]

### 南宇和郡
- 愛媛県立南宇和高等学校船越分校（1951年）
- 愛媛県立南宇和高等学校柏分校（1951年）
- 愛媛県立南宇和高等学校一本松分校（1959年）

## 私立高等学校
- 山下高等学校（1950年愛媛県立吉田高等学校へ統合）[27]
- 松山城西高等学校（1955年）
- 松山金亀高等学校（1962年）
- 愛媛女子高等学校[注釈 18]
- 帝京冨士高等学校（2021年帝京第五高等学校普通科特進冨士コースへ改編）[33]